# Andreas Donhauser

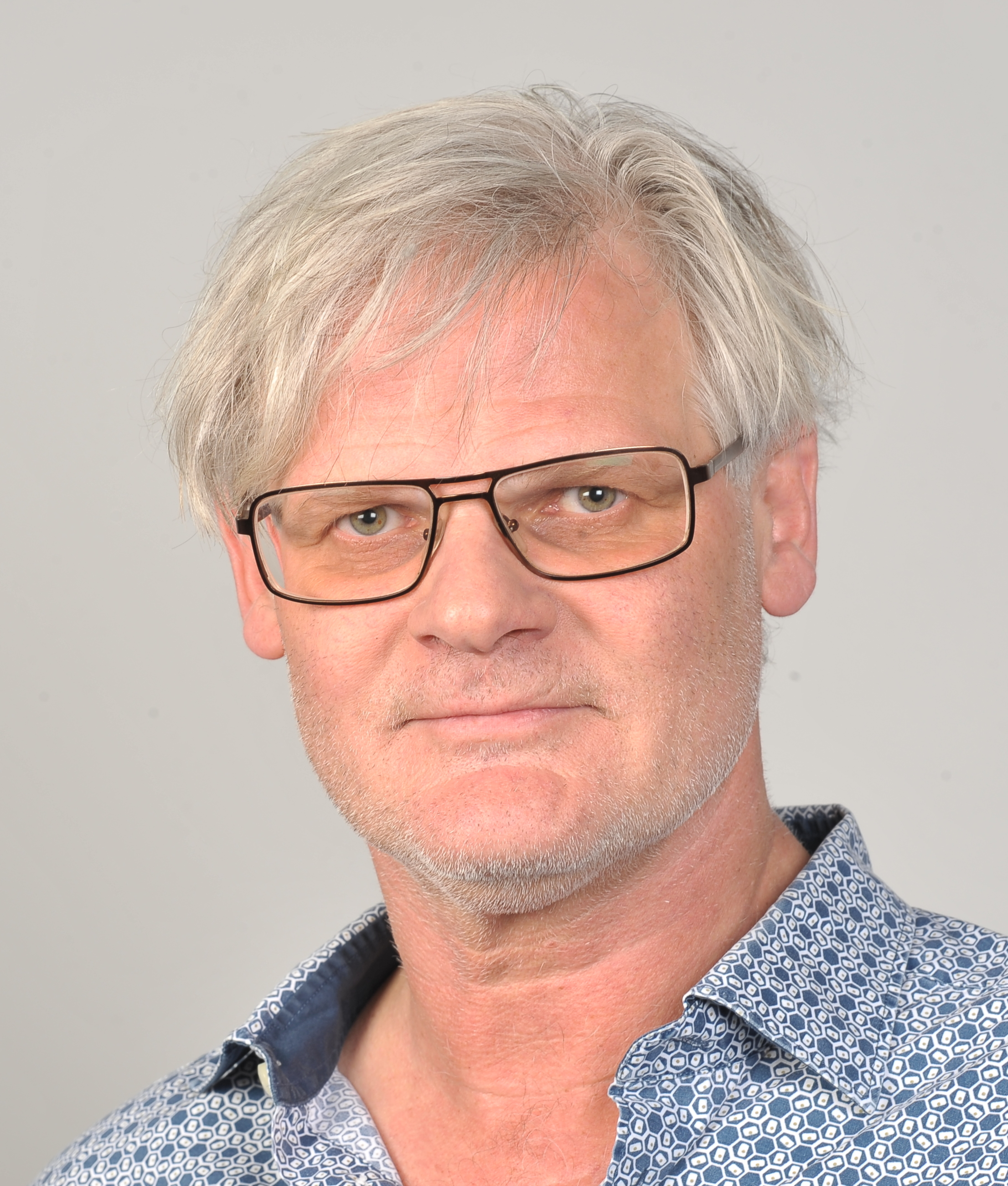
Andreas Donhauser (2016)

Andreas Donhauser (* 8. Mai 1960 in Kirchberg am Wechsel) ist ein österreichischer Künstler, Szenenbildner, Bühnenbildner, Kostümbildner und Designer.

## Leben
Andreas Donhauser besuchte die HTL Mödling, an der er eine Ausbildung zum Feinwerktechniker abschloss. Nach der Matura arbeitete er zunächst drei Jahre in der Privatwirtschaft. Danach studierte er parallel Architektur an der Technischen Universität Wien u. a. bei Jan Turnovsky, Frantisek Lesak, Roland Göschl, Justus Dahinden und Produktgestaltung an der Hochschule für angewandte Kunst Wien in der Meisterklasse bei Carl Auböck. Donhauser betätigt sich als Designer und Künstler, gestaltete Schmuck und Skulpturen und wirkte an Performances mit.

## Ausstellungen
Ausstellungsbeteiligungen mit Schmuck, Design, Plastik, Fotografie und  Architektur (Galerie V&V Wien, Galerie Schneeberger St. Gallen, Museum für angewandte Kunst Wien, Österreichisches Kulturinstitut New York, Galerie Espai Positura Barcelona, Künstlerhauspassage Wien, TU Wien, das möbel Wien,  Kunsthandlung Wolfrum...)

## Installation/Performance/Ikonen/Video
1996–98		"plankdon"			club, 1993		"resign"				afunktionale möbel und ungebrauchsgegenstände, 1992		"now"				armbanduhr für die raumzeitfreiwelt, 		"fuck your self"			serie von plastiken, 1991		"wasser zeit weg"			lichtraumperformance mit messing network, 		"network heizhaus"		w. o.,  1990		"provisorisches manifest"		publ. in "messings akutes museum", 1988		"die keule"			architektur, 1987		"wittgenstein traktatbildform"	systemskulptur, 2003–2018	FILMBAR.WIEN			social skulpture, seit 1985	    "Videxmente" und "beiläufige synchronsubjektivdokumentationen",
2017		Gründung der Galerie Dtonlager in Wien, Viktorgasse 22 mit laufendem Ausstellungsbetrieb
2003 gründete er mit Mario Stegmüller, Max Bühlmann und Christian Droste die Musikgruppe T9-deklaomatja, der sich bald Stefan Christandl anschloss. Die Gruppe spielt seither ausschließlich improvisierte „postbluetranshipfunkpunkjazzrock“-Musik unter anderem mit Gästen wie Adam Wiener, Andreas Schatzl, Kristina Foggensteiner u. a.

## Film und Bühne
1990 bildet er mit Renate Martin eine Arbeitsgemeinschaft unter dem Namen Donmartin Supersets. Donhauser und Martin arbeiten gemeinsam als Szenenbildner für österreichische Kino- und Fernsehproduktionen, darunter wiederholt für Filme der Regisseure Wolfgang Murnberger und Ulrich Seidl und Michael Glawogger. Parallel dazu sind sie als Bühnen- und Kostümbildner tätig, unter anderem am Opernhaus Zürich, an der Wiener Staatsoper, bei den Bregenzer Festspielen, am Theater an der Wien, am Mariinski-Theater St. Petersburg, Aalto-Theater Essen, Opernhaus Graz, Stadttheater Klagenfurt und bei den Salzburger Festspielen, insbesondere bei Inszenierungen und Filmen des Regisseurs Michael Sturminger.
Donhauser ist Mitglied der Akademie des Österreichischen Films. und des Verbands österreichischer FilmausstatterInnen (VÖF).

## Filmografie gemeinsam mit Renate Martin (donmartin supersets) (Auswahl)
- 1991: Hund und Katz (Regie:Michael Sturminger)
- 1992: Halbe Welt (Regie: Florian Flicker)
- 1994: Ich gelobe (Regie: Wolfgang Murnberger)
- 1996: Kino im Kopf (Regie: Michael Glawogger)
- 2000: Komm, süßer Tod (Regie: Wolfgang Murnberger)
- 2001: Hundstage (Regie:Ulrich Seidl)
- 2002: Taxi für eine Leiche (Regie: Wolfgang Murnberger)
- 2004: Hurensohn (Regie:Michael Sturminger)
- 2004: Silentium (Regie: Wolfgang Murnberger)
- 2007: Import Export (Regie:Ulrich Seidl)
- 2009: Contact High (Regie: Michael Glawogger)
- 2009: Der Knochenmann (Regie: Wolfgang Murnberger)
- 2012: Paradies: Glaube (Regie:Ulrich Seidl)
- 2012: Paradies: Liebe (Regie:Ulrich Seidl)
- 2013: Paradies: Hoffnung (Regie:Ulrich Seidl)
- 2014: Casanova Variations (Regie:Michael Sturminger)
- 2015: Das ewige Leben (Regie: Wolfgang Murnberger)
- 2016: Die Geträumten (Regie: Ruth Beckermann)
- 2016: Hotel Rock’n’Roll (Regie: Michael Ostrowski und Helmut Köpping nach einem Buch von Michael Glawogger)
- 2017: Life Guidance (Regie: Ruth Mader)
- 2017: Toulouse (Regie:Michael Sturminger)
- 2021: Sargnagel – Der Film (Regie: Gerhard Ertl, Sabine Hiebler)
- 2021: Stadtkomödie – Die Unschuldsvermutung (Regie:Michael Sturminger)
- 2022: Rimini (Regie:Ulrich Seidl)
- 2022: Sparta (Regie:Ulrich Seidl)
- 2024: Des Teufels Bad (Regie: Veronika Franz und Severin Fiala)
- 2024: 80 Plus (Alternativtitel Toni und Helene)
- 2025: Happyland (Regie: Evi Romen)

## Theater- und Opernproduktionen (Bühnen- und Kostümbild) (Auswahl)
- 1997: Der kleine Schornsteinfeger, Kinderoper von Benjamin Britten, an der Wiener Kammeroper.
- 1998: Le Grand Macabre, Oper von György Ligeti am Tiroler Landestheater in Innsbruck.
- 1999: Warten auf Godot, Schauspiel von Samuel Beckett beim Donaufestival in Krems.
- 2000: Leonora, Oper von Ferdinando Paer. Produktion des Opernhaus Zürich in Winterthur.
- 2001: Der 35. Mai, Oper für Kinder von Violetta Dinescu an der Wiener Staatsoper.
- 2002: Wiener Blut, Operette von Johann Strauß. Produktion des Opernhaus Zürich in Winterthur.
- 2003: Was ihr wollt, Schauspiel von William Shakespeare. Produktion der Sommerspiele Perchtoldsdorf.
- 2004: Eine Nacht in Venedig, Operette von Johann Strauß. Produktion der Wiener Volksoper.
- 2005: Der Herr Nordwind, Oper von H.K. Gruber. Libretto: H.C. Artmann. Uraufführung am Opernhaus Zürich.
- 2006: Il sogno di Scipione, Oper von Wolfgang Amadeus Mozart. Koproduktion der Salzburger Festspiele mit dem Stadttheater Klagenfurt.
- 2006: I hate Mozart Uraufführung der Oper von Bernhard Lang, Libretto und Inszenierung: Michael Sturminger am Theater an der Wien
- 2006: Die Schuldigkeit des 1. Gebotes Oper von Wolfgang Amadeus Mozart (Regie: Philipp Harnoncourt) am Theater an der Wien
- 2006: La finta giardiniera Oper von Wolfgang Amadeus Mozart (Regie: Tobias Moretti) am Opernhaus Zürich
- 2007: Orfeo ed Euridice, Oper von Christoph Willibald Gluck. Produktion am Stadttheater Klagenfurt.
- 2007: La Clemenza di Tito Oper von Wolfgang Amadeus Mozart an der Oper Graz
- 2007: Jedem das Seine Volksoperette von Peter Turrini und Silke Hassler (Regie: M. Sturminger) am Stadttheater Klagenfurt
- 2008: Idomeneo Oper von Wolfgang Amadeus Mozart (Regie: Nikolaus Harnoncourt und Philipp Harnoncourt) Kostümbild bei der Styriarte in Graz
- 2008: Die Fledermaus von J. Strauss (Regie: Michael Sturminger) an der Oper Zürich
- 2009: Idomeneo, Opera seria von Wolfgang Amadeus Mozart. Neuinszenierung von M. Sturminger am Mariinsky Theater
- 2009: Il Mondo della Luna von Joseph Haydn (Regie: Tobias Moretti) Bühnenbild am Theater an der Wien
- 2010: Die Csárdásfürstin, Operette von Emmerich Kálmán.
- 2010: Der Freischütz von Carl Maria von Weber (Regie: Stefan Ruzowitzky) Bühnenbild am Theater an der Wien
- 2011: Ariadne auf Naxos, Neuinszenierung am Mariinsky Theater St. Petersburg.
- 2011: Zur Mittagsstunde von [Neil la Bute] (Regie: Wilfried Minks) Kostümbild am Residenztheater München
- 2012: Ariadne auf Naxos von Richard Strauss am Aaltotheater in Essen
- 2012: Eugen Onegin, Oper von Pjotr Iljitsch Tschaikowski, Produktion am Aalto-Musiktheater Essen.
- 2013: Der Rosenkavalier von Richard Strauss (Regie: Philipp Harnoncourt) am Theater im Revier Gelsenkirchen
- 2014: Amphitryon von Heinrich von Kleist am Stadttheater Klagenfurt
- 2014: Giulio Cesare in Egitto von [Georg Friedrich Händel] im Stadttheater Klagenfurt
- 2015: Geschichten aus dem Wiener Wald, Musikstück von HK Gruber Neuvertonung nach Ödön von Horváth. Produktion am Theater an der Wien.
- 2015: La Sonnambula von Gaetano Donizetti im Gärtnerplatztheater München
- 2015: Der Sturm von William Shakespeare bei den Sommerspielen Perchtoldsdorf
- 2016: Der Gott des Gemetzels, Theaterstück von Yasmina Reza. Produktion am Stadttheater
- 2016: Salome Oper von Richard Strauss	im Stadttheater Klagenfurt
- 2016: Ein Sommernachtstraum William Shakespeare bei den Sommerspielen Perchtoldsdorf
- 2017: Jedermann von Hugo von Hofmannsthal bei den Salzburger Festspiele
- 2017: Just call me God Musiktheater von Michael Sturminger mit John Malkovich, Sophie von Kessel, Musikdirektor: Martin Haselböck Elbphilharmonie Hamburg
- 2018: Tosca, Oper von Giacomo Puccini bei den Osterfestspielen Salzburg
- 2018: Lohengrin Kammeroper von Salvatore Sciarrino Hamburg Elbphilharmonie
- 2018: Maria Stuarda Oper von Gaetano Donizetti Theater am Gärtnerplatz, München
- 2021: Jedermann von Hugo von Hofmannsthal bei den Salzburger Festspiele 2. Neuinszenierung
- 2021: Don Giovanni Oper von W. A. Mozart Dimitri Hvorostovsky Festival, Krasnoyarsk, RU
- 2023: Salome von Richard Strauss (Regie: Michael Sturminger) Neuaufnahme der Klagenfurter Inszenierung von 2016 in Daegu Südkorea
- 2023: Hiob, Oper von Bernhard Lang am Stadttheater Klagenfurt
- 2023: Jedermann von Hugo von Hofmannsthal bei den Salzburger Festspiele 3. Neuinszenierung

## Auszeichnungen
- 1988: 1. Preis Wettbewerb Besteck, Collini Wien
- 1988: 3. Preis Wettbewerb Schmuck, Köchert, Wien
- 1988: Prolegomena-Preis für die „Wiener Wohnkeule“, Institut für Wohnbau, Technische Universität Wien
- 1993: 1. Preis Wettbewerb „Zeitmesser“, Bundeswirtschaftskammer, Wien
- 2010: Nominierung für die beste Opernproduktion von Idomeneo am Mariinsky Theater, Petersburg[6] (mit Renate Martin)
- 2013: Bestes Szenenbild, Diagonale-Preis Filmdesign (für Paradies: Liebe; mit Renate Martin)[7]
- 2016: Bestes Kostümbild, Österreichischer Filmpreis (für Casanova Variations; mit Renate Martin)
- 2018: Beste Gesamtproduktion Oper: Salome im Stadttheater Klagenfurt
- 2021: Bestes Szenenbild, Diagonale-Preis Filmdesign (für Sargnagel)
- 2024: Österreichischer Filmpreis in der Kategorie Bestes Szenenbild für Des Teufels Bad[8]